# Campionati europei di pugilato dilettanti 2008
I Campionati europei di pugilato dilettanti maschili 2008 si sono tenuti a Liverpool, Inghilterra, dal 5 al 15 novembre 2008. È stata la 37ª edizione della competizione biennale organizzata dall'organismo di governo europeo del pugilato dilettantistico, EUBC. La manifestazione è stata dominata dai pugili russi e ucraini che hanno conquistato 6 delle 11 medaglie d'oro in palio. Più in generale l'unica medaglia d'oro non proveniente da atleti dell'ex-blocco orientale è stata ottenuta dall'inglese Luke Campbell.

## Risultati
| Categoria                   | Oro                            | Argento                         | Bronzo                                                       |
| --------------------------- | ------------------------------ | ------------------------------- | ------------------------------------------------------------ |
| Pesi minimosca (kg 48)      | Hovhannes Danielyan Armenia    | Jose de la Nieve Linares Spagna | Istvan Ungvari Ungheria Ferhat Pehlivan Turchia              |
| Pesi mosca (kg 51)          | Georgiy Chygayev Ucraina       | Salomo N'tuve Svezia            | Alexandr Riscan Moldavia Munin Veli Macedonia                |
| Pesi gallo (kg 54)          | Luke Campbell Inghilterra      | Detelin Dalakliev Bulgaria      | Denis Makarov Germania Andrew Selby Galles                   |
| Pesi piuma (kg 57)          | Vasyl' Lomačenko Ucraina       | Araik Ambartsumov Russia        | Hicham Ziouti Francia Bashir Hassan Svezia                   |
| Pesi leggeri (kg 60)        | Leonid Kostylev Russia         | Vazgen Safaryants Bielorussia   | Ross Hickey Irlanda Miklós Varga Ungheria                    |
| Pesi superleggeri (kg 64)   | Eduard Hambardzumyan Armenia   | Gyula Káté Ungheria             | John Joe Joyce Irlanda Marcin Łęgowski Polonia               |
| Pesi welter (kg 69)         | Mohamed Nurudzinau Bielorussia | Jack Culcay-Keth Germania       | Abdülkadir Körolu Turchia Jaoid Chiguer Francia              |
| Pesi medi (kg 75)           | Ivan Senay Ucraina             | Maxim Koptyakov Russia          | Eamon O'Kane Irlanda Victor Cotiujanshiu Moldavia            |
| Pesi mediomassimi (kg 81)   | Oleksandr Usyk Ucraina         | Sjarhej Karneeŭ Bielorussia     | Nikolajs Grisunins Lettonia Rene Krause Germania             |
| Pesi massimi (kg 91)        | Egor Mehoncev Russia           | Tsolak Ananikyan Armenia        | Petrișor Gănănău Romania Jozsef Darmos Ungheria              |
| Pesi supermassimi (kg 91 +) | Kubrat Pulev Bulgaria          | Denis Sergeev Russia            | Roman Kapitanenko Ucraina Memnun Hadzic Bosnia ed Erzegovina |

## Medagliere
| Posizione | Paese                | Oro | Argento | Bronzo | Totale |
| --------- | -------------------- | --- | ------- | ------ | ------ |
| 1         | Ucraina              | 4   | 0       | 1      | 5      |
| 2         | Russia               | 2   | 3       | 0      | 5      |
| 3         | Armenia              | 2   | 1       | 0      | 3      |
| 4         | Bielorussia          | 1   | 2       | 0      | 3      |
| 5         | Bulgaria             | 1   | 1       | 0      | 2      |
| 6         | Inghilterra          | 1   | 0       | 0      | 1      |
| 7         | Ungheria             | 0   | 1       | 3      | 4      |
| 8         | Germania             | 0   | 1       | 2      | 3      |
| 9         | Svezia               | 0   | 1       | 1      | 2      |
| 10        | Spagna               | 0   | 1       | 0      | 1      |
| 11        | Irlanda              | 0   | 0       | 3      | 3      |
| 12        | Francia              | 0   | 0       | 2      | 2      |
| 12        | Moldavia             | 0   | 0       | 2      | 2      |
| 12        | Turchia              | 0   | 0       | 2      | 2      |
| 15        | Bosnia ed Erzegovina | 0   | 0       | 1      | 1      |
| 15        | Lettonia             | 0   | 0       | 1      | 1      |
| 15        | Macedonia            | 0   | 0       | 1      | 1      |
| 15        | Polonia              | 0   | 0       | 1      | 1      |
| 15        | Romania              | 0   | 0       | 1      | 1      |
| 15        | Galles               | 0   | 0       | 1      | 1      |
|           | Totale               | 11  | 11      | 22     | 44     |